# Desquite
Desquite est un terme juridique au Brésil qui désignait les séparations conjugales avant l'institution du divorce. C'est l'équivalent de la séparation actuelle, dans laquelle les époux et leurs biens sont séparés, mais le lien conjugal n'est pas dissous.